# آيت أوزين (اغريس لعلوي)
آيت أوزين هي إحدى مشيخات المملكة المغربية، تتبع جغرافيا لإقليم الرشيدية وإداريًا لاغريس لعلوي. يقدر عدد سكانها بـ 2320 نسمة حسب الإحصاء الرسمي للسكان والسكنى لسنة 2004.